# Milchsäureethylester
Milchsäureethylester, auch als Ethyllactat und 2-Hydroxypropionsäureethylester bezeichnet, ist der Ethylester der Milchsäure.
Milchsäureethylester ist in kleinen Mengen als Aroma- bzw. Duftstoff beispielsweise in Wein und verschiedenen Früchten enthalten. Sein Geruch ist angenehm mild und wird als fruchtartig an Kokosnuss erinnernd beschrieben.

## Eigenschaften

### Stereoisomere
Der kommerziell erhältliche, biotechnologisch hergestellte Milchsäureethylester liegt in der L-Form vor und trägt den exakten Namen (S)-2-Hydroxypropionsäureethylester bzw. L-(−)-Milchsäureethylester. Technisch hergestellter Milchsäureethylester liegt dagegen als Racemat vor einem 1:1 Gemisch aus D-(+)-Milchsäureethylester und L-(−)-Milchsäureethylester. Dieses Gemisch wird auch DL-(±)-Milchsäureethylester genannt.
| Enantiomere von Milchsäureethylester |                                     |                                     |
| Name                                 | L-(–)-Milchsäureethylester          | D-(+)-Milchsäureethylester          |
| Andere Namen                         | (S)-2-Hydroxypropionsäureethylester | (R)-2-Hydroxypropionsäureethylester |
| Strukturformel                       |                                     |                                     |
| CAS-Nummer                           | 687-47-8                            | 7699-00-5                           |
| PubChem                              | 92831                               | 637513                              |
| ECHA-Infocard                        | 100.010.632                         | 100.156.709                         |
| EG-Nummer                            | 211-694-1                           | 628-439-9                           |

### Sicherheitstechnische Kenngrößen
Milchsäureethylester gilt als entzündliche Flüssigkeit. Oberhalb des Flammpunktes können sich entzündliche Dampf-Luft-Gemische bilden. Die Verbindung hat einen Flammpunkt bei 46 °C. Der Explosionsbereich liegt zwischen 1,5 Vol.‑% (70 g/m3) als untere Explosionsgrenze (UEG) und 11,4 Vol.‑% als obere Explosionsgrenze (OEG). Die Grenzspaltweite wurde mit 0,99 mm bestimmt. Es resultiert damit eine Zuordnung in die Explosionsgruppe IIA. Die Zündtemperatur beträgt 400 °C. Der Stoff fällt somit in die Temperaturklasse T2.

## Herstellung
Die Ausgangsstoffe zur technischen Herstellung von Milchsäureethylester sind Milchsäure und Ethanol. Beide Edukte können aus nachwachsenden Rohstoffen wie beispielsweise Mais gewonnen werden. Milchsäureethylester ist biologisch sehr gut abbaubar. Daher wächst das Interesse an diesem Lösungsmittel, das beispielsweise zum Abbeizen oder zum Reinigen von Leiterplatten in der Elektronik verwendet werden kann.

## Ökologische Daten
- Biologischer Abbau: 86 %/28 d, biologisch leicht abbaubar
- Eine Bioakkumulation ist nicht zu erwarten
- Fischtoxizität LC50=320 mg/l/96 h Brachidonia rerio
- Daphnientoxizität EC50=683 mg/l/48 h Daphnia magna
- Algentoxizität IC50=2200 mg/l/48 h Selenastrum capricornutum
- Chemischer Sauerstoffbedarf (CSB): 1,62 g/g[7]

## Verwendung
Wegen seiner geringen Toxizität und günstigen Umwelteigenschaften nimmt die Verwendung von Milchsäureethylester in sehr unterschiedlichen Bereichen stetig zu. So wird er beispielsweise in pharmazeutischen Formulierungen, in Lebensmitteladditiven und Duftstoffen eingesetzt.
Photolacke in der Mikroelektronik enthalten häufig Milchsäureethylester als Lösungsmittel. Dort hat sich die Bezeichnung Safer Solvent für Milchsäureethylester eingebürgert.
Als Lösungsmittel wird es zum Auflösen von Nitrocellulose, Celluloseacetat und Celluloseethern verwendet.
Shampoos für Hunde und Katzen enthalten zum Teil Ethyllactat in einer waschaktiven Suspension.
Weitere Anwendungsmöglichkeiten bieten sich zukünftig beispielsweise im Bereich von Klebstoffen, Lebensmittelemulgatoren, als Lösungsmittel für chirale Synthesen, Farbentferner (Abbeizen) usw. Für einige Anwendungen ist derzeit der Preis von Milchsäureethylester zu hoch. Es wird jedoch intensiv an günstigeren Herstellprozessen gearbeitet.